# Suzuki GSF650

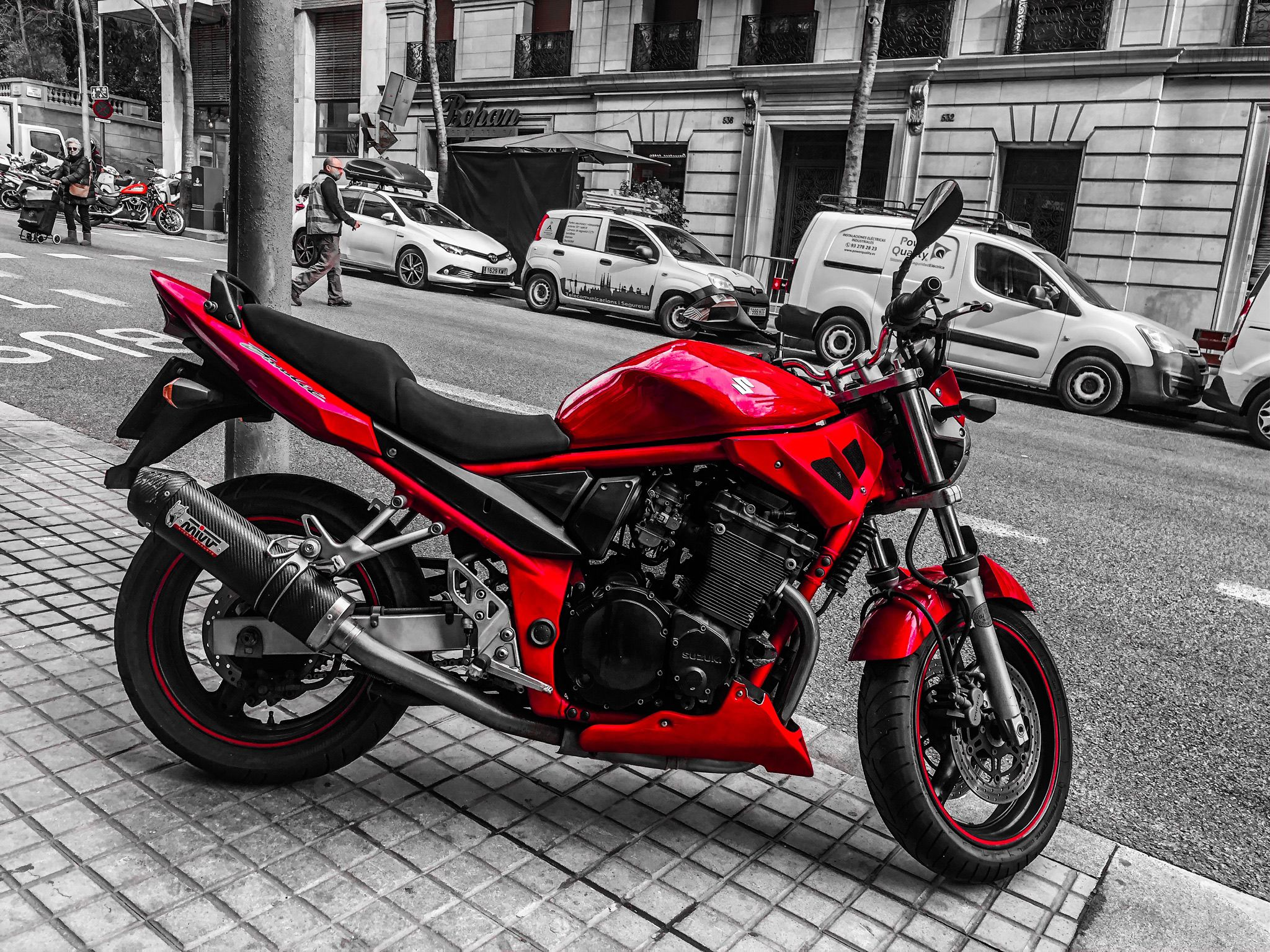

La Suzuki Bandit 650 o Suzuki GSF650 fue un modelo de motocicleta tipo naked parte de la línea de motocicletas Bandit fabricada por Suzuki desde 2005 hasta el 2009, Vino a sustituir a la Suzuki GSF600.
2005

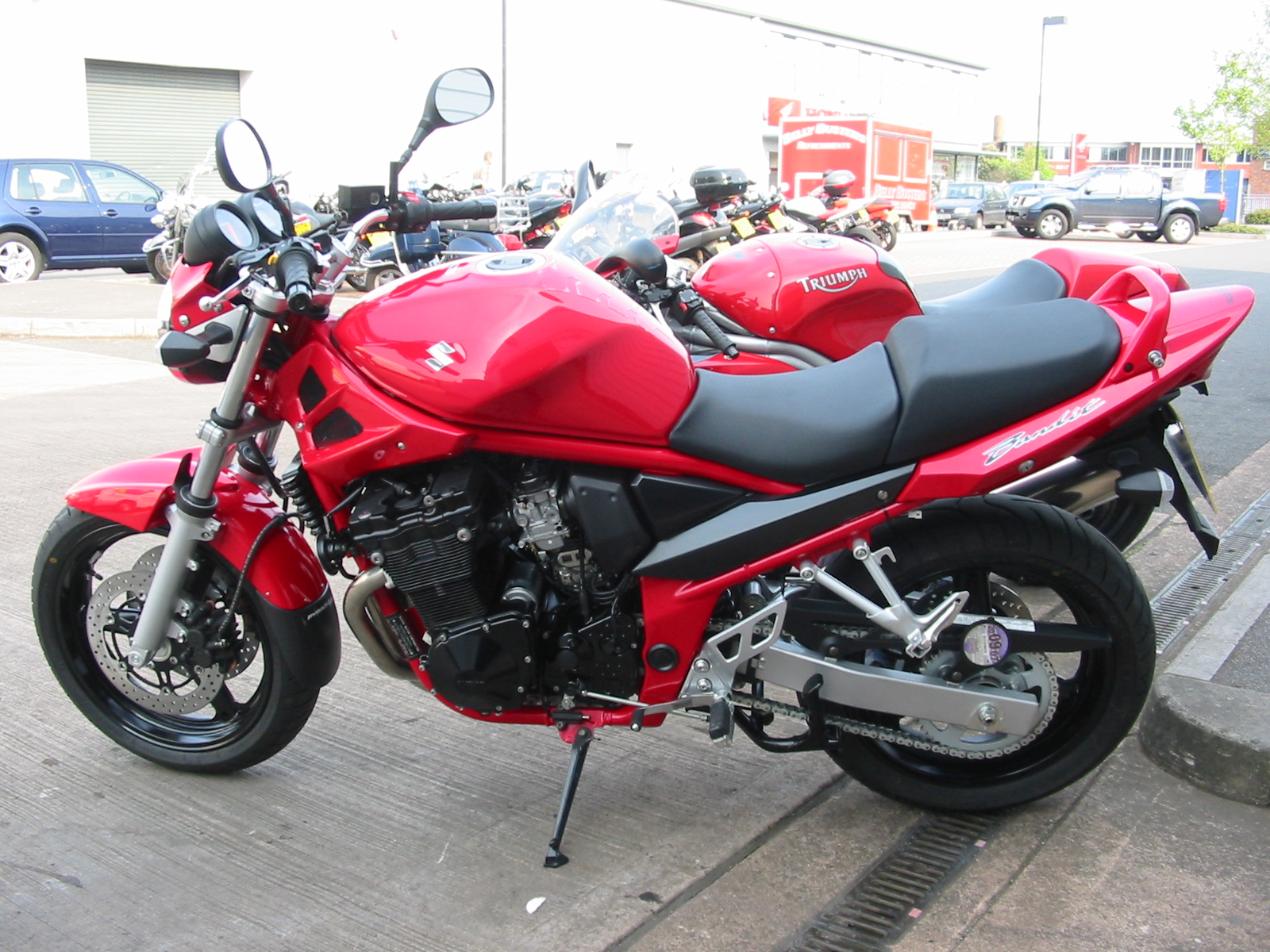
La última de las Suzuki Bandit 650 enfriadas por aire y aceite.

Se lanzan las nuevas Suzuki Bandit 650 y la de medio carenado Bandit 650S en Tarragona, España.
- El desplazamiento del motor se incrementó en 56 cc para mejorar el desempeño de la moto en bajas y medias rpms
- Asiento y manubrio de altura ajustable
- Nuevos metales en el motor para reducir la fricción, suavizar la marcha e incrementar la potencia
- Revisión al sistema de escape de 4 a 2 vías.
- Nuevo perfil del tanque de combustible
- Nueva luz frontal de halógeno
- Nuevo display LCD digital en el tablero de instrumentos que combina el velocímetro, el odómetro, el tripmeter, el medidor del combustible y un reloj
- Se incrementó la rigidez al chasis y mejoró la suspensión
- Reducción al peso total
- Frenos ABS opcionales
- Velocímetro y odómetro con posibilidad de escoger entre unidades del MKS o unidades inglesas
- Suzuki PAIR (Aire Pulsado por sus iniciales en inglés) sistema de escape al que se le inyecta aire para quemar los gases de la combustión no quemados, disminuyendo de esa forma la contaminación por el escape

2006
Sin cambios significativos.
2007
Suzuki diseñó una motocicleta con motor completamente nuevo para la Bandit 650 del año 2007, al contrario de los modelos anteriores que usaron motores modificados de otros modelos. Sin embargo el cuadro y la mayoría de las partes del cuerpo se mantuvieron iguales desde el modelo de 2005.
- Alcanza el estándar de emisiones Euro3
- Motor de 656 cc, 4 cilindros en línea de aluminio enfriado a líquido
- Inyección electrónica del combustible con doble sistema de válvulas (similar al de las Suzukis GSX-R y V-Strom)
- Cuadro 10% más fuerte y brazo de la llanta trasera más largo
- Amortiguador trasero más rígido y frontal más blando
- Potencia de 85 caballos a 10,500 rpm (7 cv más que el modelo anterior)
- Línea roja a las 12,500 rpm
- El mismo tanque de combustible (20 L (5,3 galones americanos)) de los modelos anteriores pero la bomba usada le quita 1 l
- Embrague hidráulico
- 14 kg más pesada

La Bandit 650 del 2007 fue revisada por Bike donde fue descrita como menos 'malosa' que los modelos anteriores, pero una buena moto para principiantes.
No estuvo disponibles para los EE. UU..
2008
No disponible en Canadá. Fue reemplazada por la completamente carenada GSX650F en Norteamérica.
2009
En noviembre de 2008, Suzuki anunció los siguientes cambios para los modelos GSF650N, GSX650S de 2009.
- Luces más modernas
- Paneles laterales ligeramente diferentes
- Luces traseras más delgadas
- Escapes con nuevo perfil
- Panel de instrumentos único con tacómetro análogo; velocímetro, medidor de combustible, reloj e indicador de velocidad engranada digitales con LCD.

Suzuki también anunció los siguientes cambios:
- GSF650N: luces frontales más angulares.
- GSF650S: Nuevo  carenado frontal con reflectores frontales separados para altas y bajas, lugar de almacenaje en el carenado y nuevos espejos e indicadores.

## GSX650F

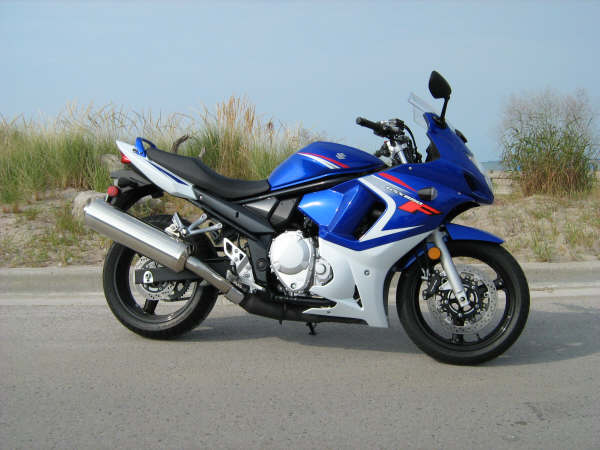
La Suzuki GSX650F, en muchos aspectos, es una Bandit modificada

La Suzuki GSX650F, producida en el 2008, es esencialmente un variación de la Bandit 650, con las mismas especificaciones y componentes. Aunque se construyó con un chasis de Bandit, el carenado más bajo le de un aire más deportivo similar al de la serie GSX-R de Suzuki. El motor también se ajustaba para tener mayores revoluciones y algunos ajustes en la suspensión. Así mismo tenía un asiento diferente de una sola pieza.